# Delias schoenigi
Delias schoenigi är en fjärilsart som beskrevs av Schröder 1977. Delias schoenigi ingår i släktet Delias och familjen vitfjärilar.
Artens utbredningsområde är Filippinerna. Inga underarter finns listade i Catalogue of Life.